# Svibje
Svibje falu Horvátországban Zágráb megyében. Közigazgatásilag Rugvicához tartozik.

## Fekvése
Zágráb központjától 15 km-re keletre, községközpontjától 6 km-re északnyugatra, az A3-as autópálya mellett fekszik.

## Története
1857-ben 45, 1910-ben 64 lakosa volt. Trianon előtt Zágráb vármegye Dugo Seloi járásához tartozott. 1955-től Dugo Selo község része volt. 1993-ban az újonnan alakított Rugvica községhez csatolták. A fővároshoz való közelsége miatt az 1970-es évektől lakosságának száma intenzíven emelkedik. 1971-óta a nyolcszorosára nőtt. A betelepülés különösen a honvédő háború idején volt nagyarányú, amikor nemcsak az ország különböző vidékeiről, hanem Bosznia Hercegovinából is jelentős horvát népesség érkezett. A falunak 2001-ben 443 lakosa volt.

## Lakosság
| Lakosság változása | Lakosság változása | Lakosság változása | Lakosság változása | Lakosság változása | Lakosság változása | Lakosság változása | Lakosság változása | Lakosság változása | Lakosság változása | Lakosság változása | Lakosság változása | Lakosság változása | Lakosság változása | Lakosság változása |
| ------------------ | ------------------ | ------------------ | ------------------ | ------------------ | ------------------ | ------------------ | ------------------ | ------------------ | ------------------ | ------------------ | ------------------ | ------------------ | ------------------ | ------------------ |
| 1857               | 1869               | 1880               | 1890               | 1900               | 1910               | 1921               | 1931               | 1948               | 1953               | 1961               | 1971               | 1981               | 1991               | 2001               |
| 45                 | 41                 | 35                 | 34                 | 46                 | 64                 | 71                 | 72                 | 64                 | 60                 | 59                 | 60                 | 114                | 249                | 443                |

## Külső hivatkozások
Rugvica község hivatalos oldala